# Литвин Віктор Олексійович
Ві́ктор Олексі́йович Литви́н (3.10.1967—22.03.2022) — майор Збройних сил України, учасник російсько-української війни, який загинув під час російського вторгнення в Україну.

## Життєпис
Народився 3 жовтня 1967 року в Уманському районі Черкаської області.
Під час російського вторгнення в Україну в 2022 році служив у штабі окремої десантно-штурмової бригади. Загинув 22 березня 2022 року під час авіаудару в м. Костянтинівка Донецької області.

## Нагороди
- орден «Богдана Хмельницького» III ступеня (2022, посмертно) — за особисту мужність і самовіддані дії, виявлені у захисті державного суверенітету та територіальної цілісності України, вірність військовій присязі.[3]